# Andrzej Sidor
Andrzej Wojciech Sidor (ur. 3 października 1933 w Zuzeli, zm. 9 marca 2016) – polski lekarz i polityk, doktor nauk medycznych, poseł na Sejm PRL IX kadencji oraz na Sejm kontraktowy (X kadencji).

## Życiorys
W 1959 ukończył studia lekarskie na Akademii Medycznej w Warszawie, następnie uzyskał stopień doktora nauk medycznych. Pracował w szpitalu powiatowym i więziennym w Sztumie jako ordynator i dyrektor szpitala. Od 1966 prowadził poradnię dla kobiet w Dzierzgoniu. Od 1972 był lekarzem ginekologiem w poradni dla kobiet, a następnie kierownikiem przychodni specjalistycznej w Otwocku.
W 1965 wstąpił do Polskiej Zjednoczonej Partii Robotniczej, był członkiem egzekutywy zakładowej organizacji partyjnej, I sekretarzem podstawowej organizacji partyjnej, członkiem plenum i egzekutywy komitetu miejskiego w Otwocku oraz członkiem Komitetu Wojewódzkiego PZPR. W 1985 i 1989 uzyskiwał mandat posła na Sejm IX i X kadencji z okręgu Warszawa-Praga Południe. Pracował w Komisji Ochrony Środowiska i Zasobów Naturalnych oraz w Komisji Polityki Społecznej, Zdrowia i Kultury Fizycznej. Na koniec X kadencji należał do Parlamentarnego Klubu Lewicy Demokratycznej. W 1991 bezskutecznie kandydował do parlamentu z ramienia Sojuszu Lewicy Demokratycznej, później wycofał się z działalności politycznej.
Został pochowany na cmentarzu Bródnowskim.

## Odznaczenia
- Krzyż Kawalerski Orderu Odrodzenia Polski (1989)
- Złoty Krzyż Zasługi
- Srebrny Krzyż Zasługi
- Odznaka honorowa „Za wzorową pracę w służbie zdrowia”
- Złota Odznaka honorowa „Za Zasługi dla Warszawy”
- Złota Odznaka „Za zasługi dla województwa warszawskiego”